# جون مان
جون مان هو مغني وموسيقي وكاتب أغاني وممثل كندي، ولد في 18 سبتمبر 1962 في كندا.

## أعمال

### أفلام
- (2004) المرأة القطة[7][8]

## وصلات خارجية
- جون مان على موقع IMDb (الإنجليزية)
- جون مان على موقع ميوزك برينز (الإنجليزية)
- جون مان على موقع أول ميوزيك (الإنجليزية)
- جون مان على موقع أول ميوزيك (الإنجليزية)
- جون مان على موقع ديسكوغز (الإنجليزية)
- جون مان على موقع قاعدة بيانات الفيلم (الإنجليزية)